# 吳元琪
吳元琪（?—?），廣西平樂縣人，清朝官員。

## 生平
乾隆三十六年（1771年）辛卯恩科進士。乾隆五十二年（1787年）七月任臺灣府北路理番同知，同年九月十五日（1787年10月25日）調署臺灣府海防兼南路理番同知。